# Patinação artística nos Jogos Olímpicos de Inverno de 1998 - Individual feminino
A competição individual feminina da patinação artística nos Jogos Olímpicos de Inverno de 1998 foi disputado entre 28 patinadoras.

## Medalhistas
| Ouro   | USA Tara Lipinski |
| Prata  | USA Michelle Kwan |
| Bronze | CHN Chen Lu       |

## Resultados
| #                                              | Nome                     | País                | PC | FS | TFP  |
| ---------------------------------------------- | ------------------------ | ------------------- | -- | -- | ---- |
|                                                | Tara Lipinski            | USA Estados Unidos  | 2  | 1  | 2.0  |
|                                                | Michelle Kwan            | USA Estados Unidos  | 1  | 2  | 2.5  |
|                                                | Chen Lu                  | CHN China           | 4  | 3  | 5.0  |
| 4                                              | Maria Butyrskaya         | RUS Rússia          | 3  | 4  | 5.5  |
| 5                                              | Irina Slutskaya          | RUS Rússia          | 5  | 5  | 7.5  |
| 6                                              | Vanessa Gusmeroli        | FRA França          | 8  | 6  | 10.0 |
| 7                                              | Elena Sokolova           | RUS Rússia          | 10 | 7  | 12.0 |
| 8                                              | Tatyana Malinina         | UZB Uzbequistão     | 9  | 8  | 12.5 |
| 9                                              | Elena Liashenko          | UKR Ucrânia         | 7  | 10 | 13.5 |
| 10                                             | Surya Bonaly             | FRA França          | 6  | 11 | 14.0 |
| 11                                             | Yulia Lavrenchuk         | UKR Ucrânia         | 15 | 9  | 16.5 |
| 12                                             | Joanne Carter            | AUS Austrália       | 11 | 12 | 17.5 |
| 13                                             | Shizuka Arakawa          | JPN Japão           | 14 | 14 | 21.0 |
| 14                                             | Julia Lautowa            | AUT Áustria         | 21 | 13 | 23.5 |
| 15                                             | Julia Sebestyen          | HUN Hungria         | 19 | 15 | 24.5 |
| 16                                             | Yulia Vorobieva          | AZE Azerbaijão      | 18 | 16 | 25.0 |
| 17                                             | Nicole Bobek             | USA Estados Unidos  | 17 | 17 | 25.5 |
| 18                                             | Lenka Kulovana           | CZE República Checa | 16 | 18 | 26.0 |
| 19                                             | Anna Rechnio             | POL Polônia         | 13 | 20 | 26.5 |
| 20                                             | Laetitia Hubert          | FRA França          | 12 | 21 | 27.0 |
| 21                                             | Alisa Drei               | FIN Finlândia       | 20 | 19 | 29.0 |
| 22                                             | Marta Andrade            | ESP Espanha         | 24 | 22 | 34.0 |
| 23                                             | Mojca Kopac              | SLO Eslovênia       | 22 | 23 | 34.0 |
| 24                                             | Shirene Human            | RSA África do Sul   | 23 | 24 | 35.5 |
| Não avançaram para a fase de "patinação livre" |                          |                     |    |    |      |
| 25                                             | Ivana Jakupcevic         | CRO Croácia         | 25 |    |      |
| 26                                             | Helena Grundberg         | SWE Suécia          | 26 |    |      |
| 27                                             | Tony Sabrina Bombardieri | ITA Itália          | 27 |    |      |
| 28                                             | Sofia Penkova            | BUL Bulgária        | 28 |    |      |

Legenda
| Recorde mundial      | Recorde mundial (World record)               |                       | Recorde africano                      | Recorde africano (African) |                                           | Q | Classificado por posição (Qualified) |
| Recorde olímpico     | Recorde olímpico (Olympic record)            | Recorde da América    | Recorde da América (Americas)         | q                          | Classificado por melhor tempo (Qualified) |   |                                      |
| Melhor marca do ano  | Melhor marca do ano (World leading)          | Recorde asiático      | Recorde asiático (Asian)              | DNS                        | Não largou (Did not start)                |   |                                      |
| Recorde nacional     | Recorde nacional (National record)           | Recorde europeu       | Recorde europeu (European)            | DNF                        | Não terminou (Did not finish)             |   |                                      |
| Recorde pessoal      | Recorde pessoal do atleta (Personal best)    | Recorde da Oceania    | Recorde da Oceania (Oceania)          | DSQ / DQ                   | Desclassificado (Disqualified)            |   |                                      |
| Recorde da temporada | Recorde da temporada do atleta (Season best) | Recorde sul-americano | Recorde sul-americano (South America) | NM                         | Sem marca (No mark)                       |   |                                      |